# Marilyn Monroe (песен на Ники Минаж)
Marylin Monroe е песен от албума Pink Friday: Roman Reloaded на американската рапърка Ники Минаж. Песента е посветена на Мерилин Монро – американска актриса.

## Видео
Ники обеща, че ще направи видео за песента

## История на издаване
Песента е пусната в интернет на 6 февруари 2012 г.. Издадена е на 3 април 2012 г. заедно с албума. Щеше да е издадена като сингъл на 17 декември 2012 г. във Великобритания, но после е отменена.

## Позиции в музикалните класации
| Държава                           | Класация |
| --------------------------------- | -------- |
| Великобритания (UK Singles Chart) | 121      |